# 赤城镇 (庆城县)
赤城乡，是中华人民共和国甘肃省庆阳市庆城县下辖的一个乡镇级行政单位。

## 行政区划
赤城乡下辖以下地区：
范村、黄冢村、赤城村、周庄村、万胜堡村、新庄村、武庄村、白窑村和老庄村。